# Astragalus peduncularis
Astragalus peduncularis är en ärtväxtart som beskrevs av John Forbes Royle. Astragalus peduncularis ingår i släktet vedlar, och familjen ärtväxter. Inga underarter finns listade i Catalogue of Life.